# Ademar Martínez
Ademar Martínez, vollständiger Name Ademar Martínez Lima, (* 9. Januar 1990 in Melo) ist ein uruguayischer Fußballspieler.

## Karriere
Der 1,81 Meter große Mittelfeldakteur Martínez stieß zur Apertura 2013 von der Departamento-Auswahl Cerro Largos zum Erstligisten Cerro Largo FC. Dort absolvierte er in der Spielzeit 2013/14 15 Spiele in der Primera División. Ein Tor erzielte er nicht. Sein Verein stieg am Saisonende in die Segunda División ab. Ende August 2014 wechselte er zum Zweitligisten Villa Teresa. In der Saison 2014/15 trug er bei den Montevideanern mit 24 Ligaeinsätzen (kein Tor) zum Aufstieg in die Primera División bei. Während der Erstligaspielzeit 2015/16 sind 27 absolvierte Erstligapartien und zwei Tore für ihn verzeichnet. In der Saison 2016 bestritt er elf Zweitligaspiele und traf zweimal ins gegnerische Tor. Anfang 2017 schloss er sich El Tanque Sisley an.